# Nallachius pulchellus
Nallachius pulchellus är en insektsart som först beskrevs av Banks 1938.  Nallachius pulchellus ingår i släktet Nallachius och familjen Dilaridae. Inga underarter finns listade i Catalogue of Life.